# Гайвассі (Арканзас)
Гайвассі (англ. Hiwasse) — переписна місцевість (CDP) в США, в окрузі Бентон штату Арканзас. 